# Едріан Пол
Е́дріан Пол Г'ю́їтт (англ. Adrian Paul Hewett; нар. 29 травня 1959, Лондон, Англія) — британський актор, найбільш відомий роллю безсмертного воїна-горянина Дункана Маклауда, із шотландського клану Маклауд. У 1997 розі заснував благочинну організацію Peace Fund.

## Біографія

### Юність
Едріан Пол Г'юїтт (справжнє прізвище Едріана) народився 29 травня 1959 року в Лондоні, Англія.

### Дієта
Гарна фізична форма Едріана — результат дієти, котру він для себе розробив. Сніданок — фрукти, ланч — омлет із кількох яєчних білків, обід — італійська паста, на вечерю — риба з великою кількістю овочів. І при цьому, безумовно, регулярні заняття спортом.

### Музика
Улюблена музика Едріана: Моцарт, реґі та «Enigma».

## Персональне життя
У 1990 році одружився з актрисою і ексучасницею «Uh-Huh Girl» Мелані Пол (англ. Meilani Paul)), але в 1997-му пара розлучилася. 
Пол має троє дітей від Александри Тонеллі (англ. Alexandra Tonelli): дочка Angelisa Valentina Rose (нар. 8 січня 2010) та сини, Royce Paul (нар. 16 липня 2012) і Seven Sterling (нар. 28 лютого 2020).

## Акторські роботи
- 1986 — Династія 2: Сім'я Колбі
- 1988 — Красуня і чудовисько
- 1992-1998 — Горець — фантастичний серіал — Дункан Маклауд
- 1992 — Любовний напій № 9 — Комедія — Енріко
- 2000 — Горець: Кінець гри — Фантастичний бойовик — Дункан Маклауд
- 2002 — Віртуальний шторм — Науково-фантастичний бойовик — Невілл
- 2005 — Примара в глибині — драматичний бойовик — Френк Гейблі
- 2006 — Горець: Джерело — Фантастичний бойовик — Дункан Маклауд
- 2007 — Колонія, що зникла — Трилер, жахи
- 2009 — Жах на глибині 9-ти миль — Трилер, жахи
- 2009 — Легендарна подорож капітана Дрейка — Пригоди, Фантастика
- 2010 — Окоборги — Фантастичний бойовик
- 2010 — Життя за брата — Кристофер Мейсон
- 2013 — АЗ: Апокаліпсис Землі — лейтенант Френк Баум